# C.F. Hansen (arkitekt)
 Der er flere personer med dette navn, se C.F. Hansen.
Christian Frederik Hansen (født 29. februar 1756 i København, død 10. juli 1845 på Rolighed på Frederiksberg) var en dansk klassicistisk arkitekt, kongelig hofbygmester, professor og direktør for Kunstakademiet. Han regnes for en af de væsentligste arkitekter i danmarkshistorien og
C.F. Hansen var en meget fremtrædende og indflydelsesrig arkitekt i København i begyndelsen af 1800-tallet. Byen var udsat for flere katastrofer: Christiansborgs brand i 1794, Københavns brand i 1795 samt Københavns bombardement i 1807. Store dele af København skulle genopbygges i disse år, og C.F. Hansen satte sit præg ved at stå bag markante bygninger som Vor Frue Kirke, det andet (og senere nedbrændte) Christiansborg Slot hvoraf Slotskirken er bevaret, Metropolitanskolen og Domhuset, som oprindelig var tegnet til også at være rådhus, men som nu udfyldes af Københavns Byret. C.F. Hansen er endvidere arkitekten bag den i 1823 opførte Hørsholm Kirke i Nordsjælland samt Mariekirke i Husum i Sydslesvig.
C.F. Hansen var frimurer i Den Danske Frimurerorden.

## Ud af små kår
Christian Frederik Hansen kom fra små kår; hans far, Matthias Hansen, som stammede fra Husum, var skomager og læderhandler; hans mor, Anna Marie født Malling, havde været amme og vartfrue (kvindelig hoffunktionær, der passer, fører tilsyn med de kongelige børn) for prins Christian, den senere Christian 7.. Christian Frederik var yngste søn, og der var ikke råd til at ofre synderligt på hans opdragelse, hvorfor han blev sat i handelslære; men hans uimodståelige lyst til tegning lod ham ikke i ro, og da moderen ved sin forbindelse med hoffet havde fået nogle indflydelsesrige personer til at interessere sig for ham, blev han anbragt i murerlære og samtidig på Kunstakademiet, hvor han vandt de to sølvmedaljer 1772 og 1774, men ikke den lille guldmedalje. Da han i 1779 atter konkurrerede til denne, gjorde hans arbejde, "en Torvehal", så megen lykke, at man tilkendte ham den store guldmedalje derfor. C.F. Harsdorff var hans lærer på akademiet og følte så megen interesse for den flinke unge mand, at han optog ham i sit privatatelier og benyttede hans hjælp som bygningskonduktør, blandt andet ved Frederik 5.’s kapel i Roskilde Domkirke 1780.

## Bygningsinspektør i Slesvig og Holsten
På Akademiets store stipendium rejste Hansen nu til udlandet og blev borte i 2½ år. Som tidens retning og hans opdragelse medførte, var det den antikke kunst, særlig den romerske, han studerede, og de store, omhyggelig gennemførte studietegninger i Kunstakademiets Bibliotek vidne om hans arbejdes alvor og flid. Disse indtrængende studier blev den solide grundvold for hele hans fremtidige virksomhed. Efter sin hjemkomst blev han 1785 medlem af Akademiet og kort efter udnævnt til bygningsinspektør for hertugdømmerne Slesvig og Holsten med bopæl i Altona. 1791 blev han titulær professor, og 1792 ægtede han Anne Margrethe Rahbek (født 1773), datter af toldinspektør Jacob Rahbek og halvsøster til digteren Knud Lyne Rahbek.

### Palladio-stil
Kort efter sin hjemkomst i 1785 blev han udnævnt til bygningsinspektør for hertugdømmerne Slesvig og Holsten med bopæl i Altona, i hvilken stilling han blev i 18 år og udfoldede en meget betydelig virksomhed som bygmester for en række købstadbygninger, landhuse, villaer og kirker i Altona, Hamborg og omegn.
I Altona så vel som i Hamborg fik han efterhånden en meget rig virksomhed som bygmester og erhvervede sig i de år, han boede der, den betydelige formue, der senere tillod ham at føre et stort, selskabeligt hus i sin pragtfuldt udstyrede lejlighed i København (det nuværende etnografiske Museum) og samtidig give afkald på honorar for en del af sit offentlige arbejde. Han byggede i denne periode en del købstadsbygninger for private, for eksempel i Palmaille i Altona, byens elegante boulevard, og desuden en mængde villaer, herregårde, landsteder og småkirker. En perle blandt landhusene er "Landhaus J.H.Baur" bygget 1804-06 og restaureret efter 1995, i dag med adressen Christian F Hansen Strasse 19. Overalt anvendte han den samme romerske "Palladio"-stil, fattig på prydelser og enkeltheder, men med ret store og simple forhold.

## Bygmester og professor i København
Imidlertid bredte hans ry som udmærket bygmester sig, og efter Harsdorffs død (1799) blev forskellige offentlige arbejder ham overdragne, blandt andet et projekt til Marmorkirkens fuldførelse, der som bekendt aldrig kom til virkeliggørelse. 1804 vendte han tilbage til København, hvor han boede til sin død. Hans indflydelse voksede forbavsende hurtigt, takket være hans energi og kraftige optræden. I Akademiet blev han snart enemægtig og fortrængte Abildgaard – Brøndsted skriver blandt andet til Thorvaldsen: "Hansen er Faktotum i Akademiet ved sin Indflydelse på Kongen og Prins Christian" -, 1808 udnævntes han til professor i arkitektur og til overbygningsdirektør, otte gange valgtes han til Akademiets direktør, 1826 blev han konferensråd, 1840 Storkors af Dannebrog. Ved hans embedsjubilæum 1830 overraktes der ham en medalje, som efter hans eget ønske blev bestemt til for fremtiden at gives som æresmedalje til unge arkitekter. Hans marmorbuste af Freund blev opstillet i forsamlingssalen, hans portræt af Bøhndel ophængt sammesteds, og Akademiet fejrede festligt hans 50årige medlemsjubilæum 1835. Som en gammel og svag mand døde Hansen, "Danmarks Palladio", 10. juli 1845 på sit landsted "Rolighed" ved sygehjemmet, næsten 90 år gammel.

### Samvittighedsfuld, trofast og flittig
Hansen kom til at udøve en sjælden storartet virksomhed som bygmester i Danmark. De store offentlige bygninger, som det desværre ikke faldt i Harsdorffs lod at udføre, blev overdraget til hans elev. Det lykkedes således C.F. Hansen i enestående grad at sætte sit præg på København i første halvdel af 1800-tallet igennem en række store offentlige bygninger. Han fik sådanne opgaver at løse som opførelsen af Råd- og Domhuset, færdigt 1815, Metropolitanskolen, færdig 1815, Christiansborg Slots genopførelse og slotskirken, færdige 1826—28, Vor Frue Kirke, færdig 1828, og uden for København blandt andet Hørsholm Kirke 1823, der ligesom hans slesvigske kirkebygninger er miniatureudgave af vor Frue Kirke, "Vilhelmsdal" på Strandvejen med den bekendte halvrunde altan, hvilende på svære, ved rundbuer forbundne, doriske søjler, og flere kirker og privatbygninger, således et landsted ved Frederiksborg.
Disse opgaver løste han med talentog dygtighed. Samvittighedsfuldt tog han fat på enhver opgave, og trofast og flittig arbejdede han på at løse den, så godt han formåede. Til alle disse bygninger anvendte han den græsk-romersk stil, og man må overalt beundre hans sans for store og simple forhold, hans kraft og bredde i enkelthederne. Skønt bundet af opgaverne kunne han løse dem med variation og originalitet. Omend han var nærmest enerådende på bygningskunstens område i Danmark i samtiden, stillede hans samtid sig dog ofte kritisk over for hans virksomhed. Man bebrejdede ham hans mangel på forståelse af maleri og plastik, som han kun betragtede som en slags finere fyldekalk i bygningskunsten. Christian Molbech bebrejdede ham, at stilen ikke passer til vore forhold, at han tog for lidet hensyn til bygningernes praktiske brug, at hans bygninger stå som isolerede monumenter uden sammenhæng med den almindelige folkesans hos beboerne. Senere er der fremkommet alvorlige angreb på hans karakter (V. Freund), men sikkert skyder de over målet i deres bitterhed. Dog har Hansen næppe været nogen elskværdig eller synderlig yndet personlighed, men han havde magten, og han forstod at holde på den, undertiden til skade, men meget ofte til gavn for de talrige yngre kunstnere, hans store virksomhed satte ham i stand til at beskæftige. I sin enerådighed og overlegenhed har han ofte såret disse kunstnere, idet han næppe tilstrækkelig har forstået at værdsætte deres arbejde (Thorvaldsen, H. E.Freund), men takket være hans energi har dog mangt et kunstværk set lyset, som ellers var forblevet ukendt i atelierets mørke.

### Råd- og Domhuset
Hans første offentlige arbejde i København var Råd- og Domhuset, og det er måske tillige hans modneste værk med sine prægtige storslåede arrestbygninger langs den lille gade med bueindgangene; et værk, som bærer det personlighedens præg, der gør sig gældende gennem tiderne.hans bedste. Bygningen er tillige vellykket dels fordi terrænet, det gamle Waisenhus og de omliggende arealer, er lige så kunstnerisk som praktisk benyttet, dels fordi den anvendte stil her bedre end i de fleste andre tilfælde i sin karakter passer til bygningens bestemmelse. At den projekterede frontongruppe lige så vel som de påtænkte nicher med figurer ingen sinde er blevet anbragt, er selvfølgelig ikke Hansens skyld. Her som så ofte må man ved bedømmelsen af en bygning skelne mellem bygmesterens oprindelige tanke og den virkeliggørelse af den, som bygherren og de tilstedeværende midler have tilladt. Som hans modneste værk står Råd- og Domhuset med sine prægtige storslåede arrestbygninger langs den lille gade med bueindgangene; et værk, som bærer det personlighedens præg, der gør sig gældende gennem tiderne. Rådhuset blev afleveret færdigt 1815. Samme år blev også Metropolitanskolen på Frue Plads færdig.

### Christiansborg Slot
Hans andet hovedværk er Christiansborg Slot, på hvis genopførelse han begyndte 20 år efter branden 1794. Han var bundet af det nedbrændte slots endnu stående mure og fundamenter, men valgte naturligvis i stedet for den tidligere rokokostil sin antikke yndlingsstil. Det originale i hans bygning er gennembrydningen af slotsfløjmuren mod ridebanen, som han erstattede med en åben søjlehal; man har imidlertid med rette senere bebrejdet ham, at han ikke i stedet for anvendte dette motiv i facaden mod slotspladsen, hvis ensformighed derved var blevet brudt. At slotsporten er alt for smal og uanselig, er en ofte udtalt, berettiget indvending. Hvad man kunde glæde sig over, var en solid og smagfuld behandling af mange enkeltheder og en ualmindelig rig og karakteristisk udsmykning af de indre rum. Slotskirken var færdig 1826, slottet 1828.

### Vor Frue Kirke
Da Vor Frue Kirke var nedbrændt under bombardementet 1807, blev det året efter overdraget Hansen at genopføre den, dog uden det høje spir på grund af dettes brandfarlighed og med benyttelse af de bevarede dele af bygningen. Atter her valgte han den romerske stil og påsatte, temmelig umotiveret, den tomme og tarvelige bygning en rig græsk portal, som i sine linjer er uden sammenhæng med denne. Det indre er imidlertid et prægtigt rum, imponerende i sin stolte kølighed, der yderligere forøges ved de tavse, hvide statuer. Der er en ejendommelig stemning udbredt over dette rum, men det er ikke en stemning, der står i samklang med bygningens religiøse bestemmelse og befolkningens naturel. Som Molbech siger: "Man kan ikke i vore Dage, hverken i Nord eller Syd, dyrke Gud i græske Templer eller bo i pompejanske Huse". Grundstenen til alteret blev lagt 1817 ved 300 års reformationsfesten, og kirken blev indviet 1829.
Vor Frue Kirke er udvalgt til Kulturkanonen indenfor arkitektur. Hans hovedværker er gengivet i værket: Chr. F. Hansen, Samling af forskellige offentlige og private Bygninger, 2. udgave ved G. Hetsch, 1847.

## Bygningsværker
- Monopteros som Soltempel i Eutiner Slotspark, 1796
- Cesar Godeffroys landhus i Altona fra 1789
Foto: Sorgenlos
- Oldesloe Rådhus
- Domhuset i København
Foto: Tomasz Sienicki
- Vor Frue kirke
Foto: Tyke
- C.F. Hansens Christiansborg og slotskirke, tegning af H.G.F. Holm fra 1837
- Åbenrå Rådhus

C.F. Hansen har blandt andet tegnet (i kronologisk rækkefølge):
- Perdöl, Holsten (1788-90)[8]
- Palmaillen 49, Altona[9]
- Cesar Godeffroys landsted, Elbchaussée 499, Altona (opført 1789-92)[10]
- Peter Godeffroys landsted, Elbchaussée 547, Altona (1790–96)
- Alt-Fresenburg, herregård ved Bad Oldesloe (1791)
- Soltempel og tufstenshus, Eutin Slotspark (1792)
- Vaisenhus, Königstrasse 149, Altona (1794)
- Landhaus Blaker, Blankeneser Landstrasse 34, Altona (opført 1794-95)[10]
- Søholm, Søholm Park 1, København (opført 1802, fredet)[11]
- Oldesloe Rådhus (opført 1804)
- Råd- og domhuset, Nytorv 21-25, København (opført 1805-15, fredet)[12]
- Villa Gebauer, Philosophenweg 18, Altona (opført 1806)[13]
- Vilhelmsdal, Strandvejen 91, København (opført 1806, nedrevet)[13]
- Marienkirche, Quickborn (1807–09)[14]
- Vor Frue kirke, København (opført 1810)[15]
- Christiansborg Slotskirke, København (opført 1811-22, fredet)[16]
- Metropolitanskolen, København (opført 1811-15, fredet)[17]
- Pederstrup (Vesterborg Sogn) (opført 1813-1822)
- Elbschlössen, Elbchaussée 372, Altona (opført 1814-16)[18]
- Christiansminde, Strandvejen 15, København (opført ca. 1815, nedrevet)
- Plöns rådhus (tegnet 1815)
- Hegnsholt, Fredensborg (opført 1816)[19]
- Slesvig Sindssygeanstalt, Slesvig (1817–20)[20]
- Hørsholm Kirke, Hørsholm (opført 1818-24, fredet)[21]
- Rådhus, Lemvig (1821–22)[22]
- Arresthus, Neumünster (1821)
- Pastorat, Rabenkirchen (1822)
- Rådhus, Mariager (1822)
- Logihus, Bad Oldesloe (1822)
- Vonsild Kirke (1822–24)
- Præstø Rådhus (1824)[23]
- Charlottenborgs figursal, portrum og trapper nyindretning, Kongens Nytorv 1, København (1827–29)
- Simonsberg kirke, Husum (1828)
- Vicelinkirken, Neumünster (1828–34)[21]
- Rådhus, Skælskør (opført 1829, nedrevet)[kilde mangler]
- Mariekirke, Husum (1829–33)[24]
- Rådhus, Åbenrå (1830)
- Sankt Peter Kirke, Krempe (1832)
- Agger Kirke, Agger (1838)
- Det Hvide Palæ, Vejle (opført 1839)
- Rådhus, Hillerød (1839–40)
- Skagen Kirke, Skagen (1841)[14]